# Johan Bergenstråhle (fältherre)
Johan Bergenstråhle, född 13 maj 1756, död 7 mars 1840 i Stockholm, var en svensk fältherre i finska kriget och i dansk-svenska kriget 1808–1809.– 

## Biografi
Bergenstråhle blev överstelöjtnant 1788 vid Nylands infanteriregemente, och bidrog kraftigt till Gustaf Mauritz Armfelts seger över ryssarna i slaget vid Summo, och var regementsbefälhavare under kriget 1789–90. 1794 befordrades han till överste, och blev 1805 regementschef för Västerbottens regemente. Vid krigsutbrottet 1808 blev Bergenstråhle chef för den mot Norge opererande norra fördelningen, men naturförhållandena hindrade hans offensiv. I juni 1808 skickades han och 1 000 man med fyra kanoner till Vasa för att återta staden. Expeditionen misslyckades. Han sårades och tillfångatogs 25 juni.
Efter kriget tog han avsked 1813 med generalmajors rang, och bosatte sig på Toresta i Låssa socken.

## Äktenskap
- Gift första gången 12 oktober 1785 med Carolina Margareta von Christiersson (1767–1799). Hade sju barn med henne.
- Gift andra gången 23 september 1800 med Ulrika Gustava Riddersvärd (1781–1849). Hade tio barn med henne.

## Utmärkelser
- Riddare av Svärdsorden,